# StriX (космический аппарат)
StriX — группировка малых спутников японской компании Synspective, предназначенных для радиолокационной съемки поверхности Земли. Использование для съемки  радиолокатора, работа которого не зависит от условий освещения и состояния атмосферы, позволяет получать информацию о земной поверхности в любое время суток и при любых погодных условиях. Название спутниковой группировки происходит от научного названия неясытей, птиц семейства совиных, имеющих развитые зрение и слух и способных охотиться в полной темноте.
Компания Synspective является одним из игроков рынка коммерческих радиолокационных систем ДЗЗ, занимающихся обработкой и предоставлением спутниковых данных и планирующих развернуть собственные группировки малых спутников для их получения. Аналогичные группировки создают и другие компании, работающие на этом рынке, такие как финская ICEYE, японская iQPS, американские Capella Space, Umbra Lab и PredaSAR.  Все эти компании предполагают использовать разные бизнес-модели предоставления спутниковых данных и услуг на их основе и ориентируются на различные целевые аудитории, но все они создают группировки, состоящие из нескольких десятков малых аппаратов, значительно более дешёвых в создании и запуске, чем «традиционные» радиолокационные спутники, запускаемые c конца 1990-х годов государственными агентствами и крупными аэрокосмическими компаниями. Компания Synspective утверждает, что их спутники StriX имеют в десять раз меньшую массу, чем «традиционные» радиолокационные спутники ДЗЗ, а стоимость их создания и запуска может быть снижена в двадцать раз по сравнению с более крупными аппаратами аналогичного назначения. 
Спутники StriX созданы совместно компанией Synspective, Токийским университетом, принявшим участие в разработке платформы космического аппарата, и Японским космическим агентством, предоставившим технологии для производства полезной нагрузки. Предполагается, что группировка, включающая от 25 до 30 однотипных спутников, будет полностью развёрнута к 2030 году. Первый спутник-прототип StriX α, массой 150 кг, предназначенный для отработки технологий, был запущен ракетой-носителем «Электрон» в декабре 2020 года и начал передавать радиолокационные изображения Земли в феврале 2021 года. В 2022 году, также носителями «Электрон», были запущены два спутника StriX: ещё один  прототип StriX β и первый спутник коммерческой группировки StriX-1, имеющий усовершенствованную по сравнению с прототипами конструкцию. В 2023 году между Rocket Lab и Synspective было заключено соглашение о запуске ещё по меньшей мере трёх спутников группировки ракетами «Электрон».
Космические аппараты коммерческой группировки выполнены в форме куба со стороной 0.8 метра и массой около 100 кг и стабилизируют свою ориентацию относительно Земли и Солнца по трём осям. Энергоснабжение аппарата осуществляется от панелей солнечных батарей размахом 5 метров, разворачиваемых после вывода на орбиту. Обратная сторона солнечных панелей, обращённая к Земле, используется для размещения антенны радиолокатора X-диапазона с синтезированной апертурой, обеспечивающего разрешение до 3 метров при полосе обзора 30 км и до 1 метра при полосе обзора 10 км. Спутники StriX запускаются на солнечно-синхронную орбиту высотой около 550 км с наклонением 97,7°. Такая орбита позволяет шести одновременно работающим спутникам обозреть всю Землю за одни сутки, а после полного развёртывания группировки станет возможно получать с её помощью данные о любой области Земли не позднее, через два часа после запроса.